# Crash d'un hélicoptère de la MONUSCO de 2022
Le crash d'un hélicoptère de la MONUSCO de 2022 est survenu le 29 mars 2022 lorsqu'un hélicoptère Puma appartenant à l'aviation légère de l'armée pakistanaise et affecté à la Mission de l'Organisation des Nations unies pour la Stabilisation de la République démocratique du Congo (MONUSCO) s'est écrasé lors d'une mission de reconnaissance au-dessus de la province du Nord-Kivu, en République démocratique du Congo. L'accident a tué les huit Casques bleus de l'ONU à bord, six pakistanais, un russe et un serbe.
L'ambassadeur du Pakistan auprès de l'ONU, Munir Akram (en), a confirmé l'identité des soldats à bord de l'hélicoptère.

## Accident
Le 29 mars, la MONUSCO a perdu le contact avec un hélicoptère lors d'une mission de reconnaissance dans l'est du Congo, dans la zone autour du village de Tshanzu, au sud-est de la ville plus importante au niveau régional de Rutshuru,.
Une opération de recherche et de sauvetage a récupéré les corps plus tard dans la journée et les a emmenés à Goma, la capitale de la province.
Les Forces armées de la République démocratique du Congo ont déclaré que l'accident d'hélicoptère avait été intentionnellement commis par les rebelles du Mouvement du 23 Mars (M23), qui participent à une insurrection contre le gouvernement depuis 2014. Le porte-parole du M23, Willy Ngoma, a accusé le gouvernement congolais de mentir, affirmant que le groupe soupçonnait l'armée d'être responsable. Les combats entre l'armée congolaise et le M23 duraient depuis plusieurs jours avant le crash du Nord-Kivu,.

## Réactions
Le Premier ministre pakistanais Imran Khan a déclaré qu'il était rempli d'un "profond sentiment d'horreur et de chagrin", remerciant l'armée pakistanaise pour ses opérations.